# Никола Обровац
Никола Обровац (хрв. Nikola Obrovac; Загреб, 18. јун 1998) хрватски је пливач чија специјалност су трке прсним стилом. национални је првак и рекордер на 50 и 100 прсно, те освајач златних медаља на Олимпијским играма младих и Европском првенству. Члан је пливачког клуба Медвешчак из Загреба. 

## Спортска каријера
Први велики успех у каријери Обровац је постигао на Олимпијским играма младих 2014. у кинеском Нанкингу, где је освојио златну медаљу у трци на 50 прсно, односно пето место на двоструко дужој деоници. Годину дана касније, на Европским играма у Бакуу осваја сребро на 50 прсно. Медаљу, бронзану, у истој дисциплини (50 прсно) осваја и два месеца касније на светском јуниорском првенству у Сингапуру, а јуниорску каријеру завршава освајањем златне медаље на 50 прсно на Првенству Европе у Мађарској 2015. године. 
Такмичења у сениорској конкуренцији започиње наступом на светском првенству у Будимпешти 2017. где је наступио у квалифкационим тркама на 50 прсно (20. место) и 100 прсно (45. место). У децембру исте године по први пут је наступио и на европском првенству у малим базенима у Копенхагену, али без неких запаженијих резултата. 
Током 2018. пливао је на Медитеранским играма у Тарагони (6. место на 50 прсно), Европском првенству у Глазгову и Светском првенству у малим базенима у Хангџоуу. 
На светском првенству у корејском Квангџуу 2019. успео је да се пласира у полуфинале трке на 50 прсно које је окончао на 14. месту, испливавши нови национални рекорд у квалификацијама (27,27 секунди). У трци на 100 прсно био је 29. у квалификацијама (уз нови национални рекорд), док је хрватска штафета на 4×100 мешовито, у саставу Лончар, Обровац, Миљенић и Блашковић у квалификацијама била укупно на 19. месту. 
Средином априла 2020. дијагностификована му је тромбоза, због чега је десет дана провео у болници на лечењу.